# Антедоны
Антедоны (лат. Antedon) — род бесстебельчатых морских лилий из отряда коматулид.

## Описание
Характеризуются наличием стебелька лишь в молодости (на стадии пентакринуса). После метаморфоза, в ходе которого происходит отбрасывание от стебелька, антедоны перемещаются при помощи цирр (придатков аборальной стороны тела), а также способны подниматься в толщу воды, энергично перебирая руками. Антедоны встречаются на твёрдых грунтах мелководий (менее 200 м) Атлантического и Тихого океанах.
Строение тела антедона, как и у всех иглокожих животных, имеет пятилучевую структуру. Однако на теле животного видно больше чем 5 отростков. На самом деле это не что иное, как «ложные руки», которых морская лилия может иметь от 10 до 200, создавая тем самым подобие растения.

## Виды
В роде Antedon 14 видов:
- Antedon arabica (AH Clark, 1937)
- Antedon bifida (Pennant, 1777)
- Antedon detonna McKnight, 1977
- Antedon duebenii Böhlsche, 1866
- Antedon hupferi Hartlaub, 1890
- Antedon incommoda Bell, 1888
- Antedon iris (AH Clark, 1912)
- Antedon longicirra (AH Clark, 1912)
- Antedon loveni Bell, 1882 (not Bell, 1884)
- Antedon mediterranea (Lamarck, 1816)
- Antedon nuttingi (AH Clark, 1936)
- Antedon parviflora (AH Clark, 1912)
- Antedon petasus (Düben & Koren, 1846)
- Antedon serrata AH Clark, 1908

Antedon mediterranea — распространённый в Средиземном море вид бесстебельчатых лилий, живёт среди водорослей на так называемых морских лугах, прикрепившись к рифам или коралловому дну, на глубине до 220 м от поверхности воды. Имеет красно-апельсиновый цвет. Эта морская лилия может отрываться от субстрата и свободно плавать в открытом море, быстро перебирая щупальцами.